# کریستال لووی
کریستال لووی (انگلیسی: Crystal Lowe؛ زادهٔ ۲۰ ژانویهٔ ۱۹۸۱) یک هنرپیشه اهل کانادا است.
از فیلم‌ها یا برنامه‌های تلویزیونی که وی در آن نقش داشته است می‌توان به بی‌خوابی، مقصد نهایی ۳، من جاسوس، جکوزی ماشین زمان اشاره کرد.